# Гаудини, Джулио
Джулио Гаудини (итал. Giulio Gaudini, 28 сентября 1904 — 6 января 1948) — итальянский фехтовальщик на рапирах и саблях, трёхкратный олимпийский чемпион и многократный чемпион мира.

## Биография
Родился в 1904 году в Риме. В 1924 году принял участие в Олимпийских играх в Париже, где в составе итальянской команды занял 4-е место в фехтовании на рапирах. В 1928 году на Олимпийских играх в Амстердаме стал чемпионом в командном первенстве на рапирах, и бронзовым призёром — в личном. В 1929 году на Международном первенстве по фехтованию в Неаполе завоевал золотую медаль в командном первенстве на рапирах, и бронзовую — в личном. В 1930 году на Международном первенстве по фехтованию в Льеже стал обладателем золотой медали в командном первенстве на рапирах, и серебряной — в командном первенстве на саблях. В 1931 году на Международном первенстве по фехтованию в Льеже завоевал золотую медаль в командном первенстве на рапирах, и серебряную — в командном первенстве на саблях. В 1932 году на Олимпийских играх в Лос-Анджелесе стал обладателем четырёх медалей: серебряных в личном и командном первенстве на саблях, серебряной в командном первенстве на рапирах, и бронзовой в личном первенстве на рапирах. В 1933 году на Международном первенстве по фехтованию в Будапеште завоевал золотые медали в командных первенствах на саблях и рапирах, и бронзовую — в личном первенстве на рапирах. В 1934 году на Международном первенстве по фехтованию в Варшаве завоевал золотые медали в личном и командном первенстве на рапирах, и серебряные — в личном и командном первенстве на саблях. В 1935 году на Международном первенстве по фехтованию в Лозанне стал обладателем золотой медали в командном первенстве на рапирах, и серебряной — в командном первенстве на саблях. В 1936 году на Олимпийских играх в Берлине Джулио Гаудини был знаменосцем итальянской сборной на церемонии открытия Игр, стал чемпионом в личном и командном первенстве на рапирах, заработал серебряную медаль в командном первенстве на саблях, и занял 6-е место в личном первенстве на саблях.
В 1937 году Международная федерация фехтования задним числом признала все проходившие ранее Международные первенства по фехтованию чемпионатами мира. В 1938 году на чемпионате мира в Пьештянях Джулио Гаудини стал обладателем золотой медали в командном первенстве на саблях.
Джулио Гаудини скончался в 1948 году в возрасте 43 лет от рака.